# مارتین گاروت
مارتین گاروت (انگلیسی: Martin Garot؛ زادهٔ ۲۱ مارس ۱۹۸۸) بازیکن فوتبال اهل فرانسه است.